# Publius Cipius Saturinus
Publius Cipius Saturinus war ein antiker römischer Toreut (Metallbildner) aus Kampanien, sehr wahrscheinlich aus Capua.
Publius Cipius Saturinus ist heute nur noch aufgrund dreier Signaturstempel bekannt. Weitere Informationen aus literarischen oder epigraphischen Quellen liegen nicht vor. Dennoch kann man davon ausgehen, dass er zur Gens der Cipier gehörte, die vor allem in Capua, aber zum Teil auch in Rom und Ostia lebte und mindestens in Capua und dessen Umland eine Reihe bedeutender toreutischer Unternehmen betrieb. Bekanntester und bedeutendster Vertreter der Familie war Publius Cipius Polybius. Die Identität mit einem nur als Cipius signierenden Familienmitglied ist nicht auszuschließen. Das Cognomen Saturinus weist anders als bei den meisten anderen Vertretern der Familie nicht auf eine griechische Herkunft hin; somit ist es möglich, dass er kein Freigelassener war, sondern schon in zweiter Generation als Römer lebte. Die Signatur lautet unter anderem lateinisch [P.] Cipi Saturino.
Alle drei Bronzen wurden in Pompeji, ein Stück möglicherweise auch in Herculaneum, und damit in der relativen Nähe zum wahrscheinlichen Produktionsort Capua gefunden. Damit unterscheiden sich die erhaltenen signierten Stücke von Cipius Saturinus in ihrer Verteilung von denen der meisten anderen namentlich bekannten kampanischen Toreuten, deren Werke eine sehr weite Verbreitung fanden, was allerdings auch an einer zufälligen Überlieferung liegen kann. Bei den Stücken handelt es sich um:
1. Bronzekasserolle; heute im Archäologischen Nationalmuseum Neapel, Inventarnummer ?.[1]
2. Bronzekasserolle; heute im Archäologischen Nationalmuseum Neapel, Inventarnummer ?.[2]
3. Bronzekasserolle; heute im Archäologischen Nationalmuseum Neapel, Inventarnummer I. G. 73254.[3]

## Einzelbelege
1. ↑  Richard Petrovszky: Studien zu römischen Bronzegefäßen mit Meisterstempeln. Leidorf, Buch am Erlbach 1993, S. 250, Nr. C.24.01.
2. ↑  Richard Petrovszky: Studien zu römischen Bronzegefäßen mit Meisterstempeln. Leidorf, Buch am Erlbach 1993, S. 250, Nr. C.24.02
3. ↑  Richard Petrovszky: Studien zu römischen Bronzegefäßen mit Meisterstempeln. Leidorf, Buch am Erlbach 1993, S. 250, Nr. C.24.03; CIL 10, 8071,37

| Personendaten    | Personendaten                              |
| ---------------- | ------------------------------------------ |
| NAME             | Cipius Saturinus, Publius                  |
| ALTERNATIVNAMEN  | Saturinus, Publius Cipius                  |
| KURZBESCHREIBUNG | antiker römischer Toreut                   |
| GEBURTSDATUM     | 1. Jahrhundert v. Chr. oder 1. Jahrhundert |
| STERBEDATUM      | 1. Jahrhundert oder 2. Jahrhundert         |